# Coupe de la Reine féminine de water-polo
Pour les articles homonymes, voir Coupe du Roi.
La coupe d'Espagne de water-polo féminin ou coupe de la Reine est une compétition annuelle de water-polo jouée entre les clubs espagnols.

## Principes
Dans les années 2010, participent à la coupe de la Reine les huit des douze équipes arrivées premières au terme des matches aller de la division d’honneur féminine espagnole, la première division nationale. En un tournoi de trois jours consécutifs, elles participent à trois rencontres à élimination directe.

## Palmarès féminin
- 1997 : Club Esportiu Mediterrani
- 1998 : Club Esportiu Mediterrani
- 1999 : Club Esportiu Mediterrani
- 2000 : Club Esportiu Mediterrani
- 2001 : Club Natació Sabadell
- 2002 : Club Natació Sabadell
- 2003 : Club Esportiu Mediterrani
- 2004 : Club Natació Sabadell
- 2005 : Club Natació Sabadell
- 2006 : Club Natación Alcorcón
- 2007 : Club Natación Alcorcón
- 2008 : Club Natació Sabadell
- 2009 : Club Natació Sabadell
- 2010 : Club Natació Sabadell
- 2011 : Club Natació Sabadell[2].
- 2012 : Club Natació Sabadell[3]